# 地球★アステク
地球★アステク（ちきゅう・あすてく）はBSジャパンで2011年4月7日から2013年3月28日にかけて毎週木曜22:00～22:30に放送していた教養番組（環境番組）。

## 出演者
- 伊藤洋一
- 蒼あんな・れいな
- DJ.ナイク（ナレーション）